# Guillaume Chiche
Pour les articles homonymes, voir Chiche.
Guillaume Chiche, né le 30 mars 1986 à Niort, est un homme politique français.
D'abord membre du Parti socialiste (PS), il rejoint La République en marche (LREM) et est élu député lors des élections législatives de 2017 dans la 1re circonscription des Deux-Sèvres. De janvier 2019 à mai 2020, il est membre du bureau exécutif de LREM, avant de quitter le parti pour participer à la fondation des Nouveaux Démocrates.

## Famille et études
Guillaume Chiche est le fils de Robert Chiche et Martine Courjaud, deux « figures » du Parti socialiste niortais,,. Il a six sœurs. Il grandit à Niort puis étudie le droit à l'université de Poitiers puis à l'université Paris-Descartes. Il est titulaire d'un master en droit public.

## Parcours professionnel
Il commence sa carrière en étant responsable des relations institutionnelles pour la plate-forme logistique Sogaris.
En novembre 2022, il rejoint Prologis, société de l'immobilier logistique, comme directeur du développement territorial pour la France.
En mai 2025, il participe activement au sommet Choose France à Versailles pour Prologis. Le géant américain annonce un investissement record de 6.4 milliards d’euros en France.

## Parcours politique

### Débuts
Il s'engage à l'Union nationale des étudiants de France (UNEF) et au Mouvement des jeunes socialistes. Il est membre du bureau national de l'UNEF et de La Mutuelle des étudiants. 
Au Parti socialiste, il s'engage auprès de Dominique Strauss-Kahn. Il est chargé de mission particulier de la vice-présidente de l'enseignement supérieur et de la recherche sous la direction de Jean-Paul Huchon à la région Île-de-France, puis conseiller chargé de la décentralisation dudit président sous sa dernière mandature jusqu'en décembre 2015.
Dès 2006, alors étudiant à l’université de Poitiers, Il noue des relations d’amitié avec Stéphane Séjourné, Sacha Houlié et Pierre Person – élus députés, en 2017, sous l’étiquette macroniste –, avec lesquels il formera ce qu’on appellera plus tard la«  bande de Poitiers »

### Député
Guillaume Chiche est élu député de la première circonscription des Deux-Sèvres sous l'étiquette de La République en marche lors des élections législatives de 2017, avec plus de 60 % des voix au second tour face à Nathalie Seguin, candidate de La France insoumise,. À l'Assemblée nationale, il rejoint le groupe La République en marche.
Au début de la mandature, Le Monde indique qu'il fait partie d'une petite dizaine de députés qui forment « la garde avancée d'Emmanuel Macron, au Palais-Bourbon comme dans les médias. Des janissaires dévoués corps et âme au chef de l'État, qui ne dépendent que de lui, ne rendent de comptes qu'à lui. »
En mars 2018, il propose dans un rapport parlementaire de fusionner le  quotient familial et les allocations familiales – chaque dispositif coûtant autour de 12 milliards d’euros aux finances publiques – et de verser cette nouvelle aide dès le premier enfant .La présentation du texte est reportée faute de signature du corapporteur, le député LR Gilles Lurton qui dénonce une mesure surgie « au dernier moment ». La proposition suscite une vive hostilité dans l'opposition.
En 2018, alors que le gouvernement menace de reporter le projet de loi relatif à la bioéthique, il prépare une proposition de loi sur la procréation médicalement assistée (PMA), avant de renoncer face aux assurances de l'exécutif. En 2019, il est chef de file du groupe LREM, avec Aurore Bergé, sur le projet de loi qui inclut notamment le droit à la « PMA pour toutes ». Contrairement à Aurore Bergé, il défend l'autorisation de la PMA post-mortem, qui est rejetée par l'Assemblée.
Lors de la pandémie de Covid-19, il met en garde contre le traçage numérique des individus, évoquant le risque d'« un fractionnement de nos droits ou d’une logique de restrictions de libertés ciblées et individualisées ».
En janvier 2019, il intègre le bureau exécutif de LREM : il est, avec Laurent Saint-Martin, chargé de la prospective, c’est-à-dire de contribuer au corpus idéologique du parti. La Lettre A le situe alors à l'aile gauche de LREM, indique qu'il « multiplie les critiques contre Bercy pour infléchir la trajectoire économique du gouvernement », est « toujours proche de Jean-Paul Huchon » et « s'appuie sur ses réseaux poitevins et plusieurs transfuges du Parti socialiste ».
Toujours membre du bureau du parti, il quitte le groupe parlementaire de LREM en mai 2020 pour le naissant groupe Écologie démocratie solidarité. Trois mois plus tard, il vote contre la confiance au gouvernement Jean Castex.
Il participe ensuite à la fondation des Nouveaux Démocrates, dont il devient porte-parole. 
Aux élections législatives de 2022, il se présente en tant que candidat indépendant malgré l'affiliation de son parti à la NUPES et est battu au 1er tour avec 17,33 % des voix.